# روبن فليشر
روبن فليشر (بالإنجليزية: Ruben Fleischer)‏ (و. 1974  م) هو مخرج أفلام أمريكي، ولد في واشنطن العاصمة.

## التعليم
تعلم في جامعة ويسليان.

## وصلات خارجية
- روبن فليشر على موقع IMDb (الإنجليزية)
- روبن فليشر على موقع روتن توميتوز (الإنجليزية)
- روبن فليشر على موقع ألو سيني (الفرنسية)
- روبن فليشر على موقع أول موفي (الإنجليزية)
- روبن فليشر على موقع بوكس أوفيس موجو (الإنجليزية)
- روبن فليشر على موقع قاعدة بيانات الأفلام السويدية (السويدية)
- روبن فليشر على موقع ديسكوغز (الإنجليزية)
- روبن فليشر على موقع قاعدة بيانات الفيلم (الإنجليزية)
- روبن فليشر على موقع كينوبويسك (الروسية)